# Jakub Škarda
Jakub Škarda (11. března 1828 Skvrňany – 31. prosince 1894 Praha) byl český právník a politik, v 2. polovině 19. století poslanec Českého zemského sněmu a Říšské rady.

## Biografie
Od roku 1848 studoval práva na Karlo-Ferdinandově univerzitě v Praze, kde roku 1857 získal titul doktora práv. Pracoval zpočátku jako advokátní koncipient (v kanceláři Václava Bělského), od roku 1868 jako samostatný advokát. Zařadil se mezi nejznámější pražské advokáty.
V období let 1862–1892 zasedal v pražském obecním zastupitelstvu a opakovaně byl i městským radním. V roce 1865 byl zvolen do okresního zastupitelstva v Plzni. I během své politické kariéry se zabýval právní tematikou. Roku 1860 vydal Návod k úřadování pro obecní starosty. V roce 1863 přeložil do češtiny a vydal soubor textů rakouských zákonů. V letech 1864–1871 vydával odborný časopis Právník a významně se podílel na vývoji české právnické terminologie a na ustavení profesního spolku Právnická jednota. V roce 1879 se podílel na založení odborného periodika Samosprávný obzor. Měl rozsáhlé kontakty na české hospodářské a kulturní elity. Od roku 1861 zasedal ve Sboru pro zbudování Národního divadla a po jeho dostavění byl v letech 1879–1886 intendantem tohoto divadla. V letech 1869–1872 působil jako předseda spolku Umělecká beseda a v období let 1879–1886 byl předsedou Měšťanské besedy. Měl podíl na založení pražské městské spořitelny a pojišťovny. Publikoval i národopisné studie, jeho prvotinou byl spis Svatební obyčeje z okolí plzeňského, vydaný roku 1860.
V 60. letech 19. století se zapojil do zemské, později i celostátní politiky. V zemských volbách v Čechách v roce 1861 byli někteří čeští předáci zvoleni na Český zemský sněm spontánně ve vícero volebních obvodech. Takto byl například František August Brauner zvolen ve dvou okrscích, přičemž poté, co bezprostředně po volbách v jednom z nich musel rezignovat, byl na uprázdněné poslanecké křeslo počátkem dubna 1861 zvolen coby oficiální kandidát českého volebního výboru (Národní strana, staročeská) právě Jakub Škarda. Šlo o kurii venkovských obcí (volební obvod Domažlice, Nová Kdyně). Mandát za týž obvod obhájil v řádných zemských volbách v Čechách v lednu 1867 a v krátce poté konaných zemských volbách v březnu 1867.
V srpnu 1868 patřil mezi 81 signatářů státoprávní deklarace českých poslanců, v níž česká politická reprezentace odmítla centralistické směřování státu a hájila české státní právo. Čeští poslanci tehdy na protest praktikovali politiku pasivní rezistence, kdy bojkotovali práci zemského sněmu, byli za neomluvenou absenci zbavováni mandátů a pak opětovně manifestačně voleni. Škarda takto byl zbaven mandátu pro absenci v září 1868 a zvolen znovu v doplňovacích volbách v září 1869. Tajná policejní zpráva zaslaná z Prahy do Vídně v roce 1869 ho už tehdy řadí mezi zhruba deset předáků české politické scény, která tehdy vystupovala jednotně a opozičně vůči ústavním poměrům v monarchii.
Za Domažlice a Novou Kdyni byl do zemského sněmu zvolen i v řádných volbách v roce 1870 a volbách roku 1872. Následovala opět série zbavení mandátu a opětovného zvolení. Takto uspěl v doplňovacích volbách v říjnu 1873. Tehdy poprvé změnil politickou příslušnost. Do roku 1874 byl členem staročeské strany, ale pak přestoupil k mladočechům. Ti odmítali politiku pasivní rezistence jako neplodnou a aktivně usilovali o výkon mandátu zemských poslanců. Ostatně již v roce 1867 se Škarda při debatách okolo politické taktiky českých poslanců řadil mezi stoupence pozdější mladočeské frakce. V listopadu 1873 pak spolupodepsal deklaraci vznikající mladočeské platformy, v níž její členové demonstrativně rezignovali na poslanecké mandáty a vyjádřili kritiku nad trvající politikou bojkotu zemského sněmu. V doplňovacích volbách v červenci 1874 ovšem ve svém obvodu nekandidoval (místo něj byl poslancem zvolen Nikodem Eckert) a na sněmu po několik let nezasedal.
Do zemského sněmu se vrátil až v řádných volbách roku 1878, nyní za městskou kurii (obvod Čáslav – Chotěboř – Golčův Jeníkov). Zastupoval mladočeskou stranu. V roce 1880 se vrátil ke staročechům, protože podporoval jejich loajální provládní politiku v rámci vlády Eduarda Taaffeho, kdy Český klub tvořil významnou součást koalice (železný kruh pravice). Mandát zemského poslance obhájil v témže obvodu ve volbách roku 1883. V zemských volbách roku 1889 byl zvolen za městskou kurii v okrsku Dobruška – Rychnov – Kostelec – Žamberk. Když ale v roce 1890 vrcholila nespokojenost se staročeským postojem k projektu česko-německého vyrovnání v Čechách (takzvané punktace), distancoval se Škarda od své strany. 20. listopadu 1890 ohlásil odchod z jejího poslaneckého klubu. Nepřešel ihned k mladočechům, ale po jistou dobu se snažil utvořit třetí politický blok českého tábora, stranu středu (nazývána též strana Škardova). Až poté, co se tato formace nedokázala etablovat, připojil se v lednu 1891 definitivně k mladočechům.
Dlouhodobě zasedal i v zemském výboru, v letech 1866–1868 jako náhradník, od roku 1880 jako jeho člen.
Zasedal také v Říšské radě (celostátní zákonodárný sbor), kam ho poprvé zvolil zemský sněm roku 1871 (tehdy ještě Říšská rada nevolena přímo, ale tvořena delegáty jednotlivých zemských sněmů). Vzhledem k tehdejší politice pasivní rezistence se ale nedostavil do sněmovny a jeho mandát byl 23. února 1872 prohlášen za zaniklý. Uspěl i v prvních přímých volbách do Říšské rady roku 1873, kdy získal mandát poslance za městskou kurii, obvod Písek, Domažlice atd. Z politických důvodů se ale znovu nedostavil do sněmovny, čímž byl jeho mandát prohlášen za zaniklý.
Zemřel v prosinci 1894 po dlouhé a těžké nemoci, která ho v poslední fázi upoutala na lůžko. Pohřben byl v Praze na Vyšehradském hřbitově
Jeho synové Václav Škarda a Vladimír Škarda byli rovněž aktivní v politickém a veřejném životě.